# Jardín botánico Mabery Gelvin
El Jardín botánico Mabery Gelvin (en inglés: Mabery Gelvin Botanical Garden también llamado como Early American Museum and Gardens) es un arboreto y jardín botánico de 32.374 m² (8 acres), en el área de naturaleza preservada de Lake of the Woods Forest Preserve, en Mahomet, Illinois. 

## Localización
Early American Museum and Gardens The Heritage Center of Campaign County P.O. Box 1040 Mahomet, Champaign county, Illinois 61853 United States of America-Estados Unidos de América. 
Planos y vistas satelitales.40°12′13.68″N 88°23′39.48″O / 40.2038000, -88.3943000
Está abierto a diario en las horas de luz del día, sin cobrar ninguna tarifa de entrada.

## Historia
El jardín nos muestra la diversidad de la flora del Illinois Centro Oriental, así como diversas colecciones etnobotánicas. 
El jardín ha evolucionado a lo largo de un período de años a partir del pequeño jardín exterior del museo a las 3.2 hectáreas (8 acres), que abarca en la actualidad. 
En 1974 se realizó una importante renovación que fue encabezada por H.I. Gelvin, el fundador de la Reserva Forestal del Distrito, y el área fue nombrada en homenaje a su difunta esposa, Mabery.
Desde entonces se han añadido varios jardines temáticos. 

## Colecciones

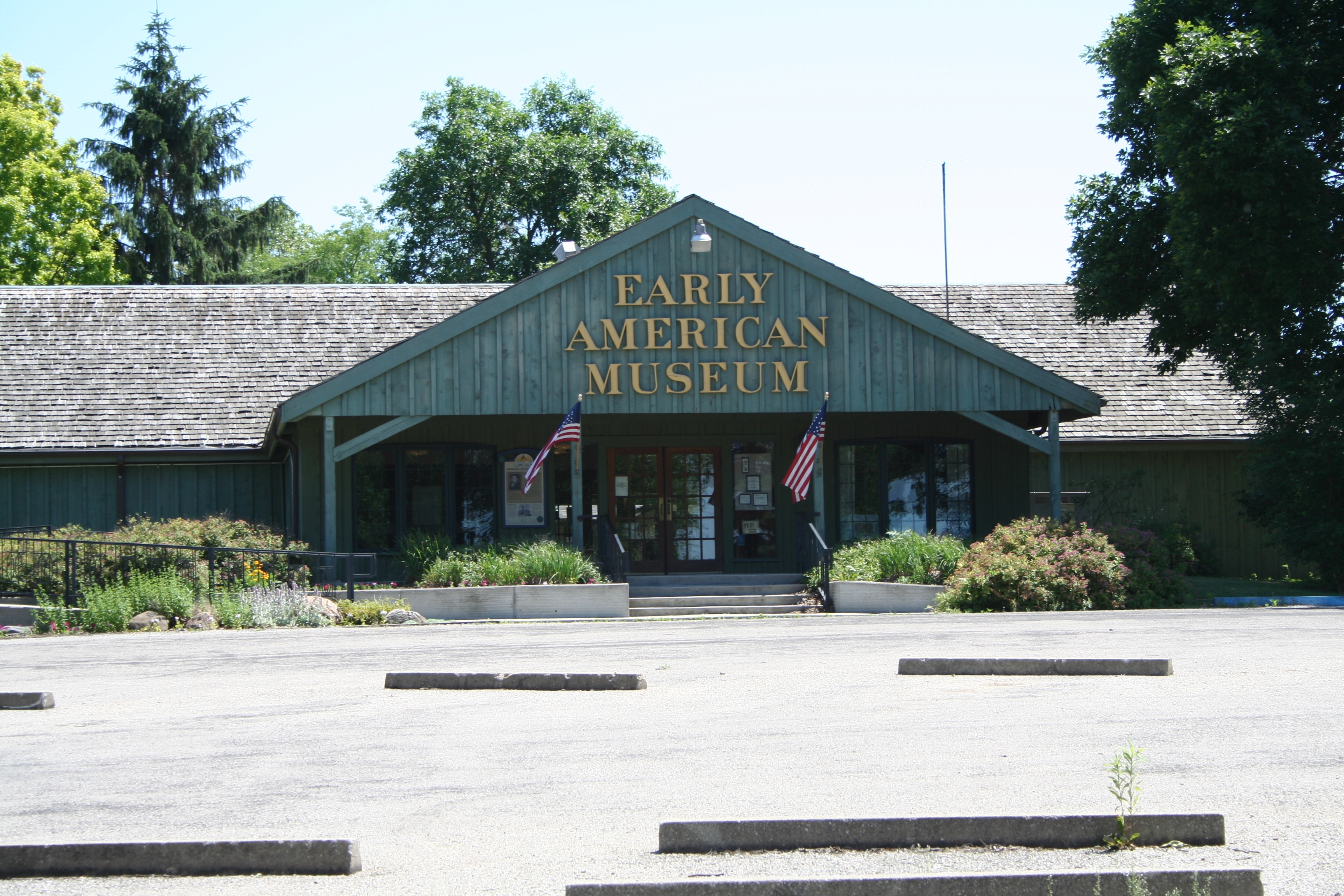
El "Early American Museum" en la reserva de la naturaleza de "Lake of the Woods forest preserve".

- Jardín de pruebas del All-America Selections con lechos de cultivo de plantas anuales y perennes, incluyendo plantas ornamentales, y hortalizas.
- Miriam Davies Memorial Enabling Garden, situado en el extremo sur del jardín, que ha sido ganador de varios galardones.
- Discovery Garden, que se encuentra justo detrás del museo.
- Early American Museum, la reserva forestal es el lugar sede del Museo de las Grandes Praderas, un centro de historia viva que se especializa en la ecología humana de la antigua pradera de hierbas altas de los municipios orientales de Illinois. El museo cuenta con una exposición sobre la práctica de la ley en 1850 en la época de Abraham Lincoln, la reconstrucción de una herrería y las instalaciones de un Museo de los Niños. En el sector de los abogados privados, la práctica que se realizaba en tiempos de Lincoln comprendía un circuito legal de los condados de Illinois en el que se encontraba incluido el condado de Champaign.[3]